# Ияр
Ияр (ивр. אִייָר‎) — второй месяц еврейского календаря по отсчёту от Исхода из Египта и восьмой, если считать от Сотворения мира с Тишрея. Состоит из 29 дней.
На этот месяц выпадают:
- 4 — День памяти погибших в войнах Израиля и в терактах
- 5 — День независимости — 5 ияра 5708 года (14 мая 1948) было образовано государство Израиль.
- 18 — Лаг ба-Омер (33-й день Омера) — день смерти рабби Шимона бар Йохая, автора Книги Зоар и день, когда прекратили умирать ученики раби Акивы.
- 26 — День Спасения и Освобождения — день победы над нацистской Германией и окончания Катастрофы по еврейскому календарю.
- 28 — День Иерусалима — день освобождения Старого города Иерусалима в ходе Шестидневной войны 1967 года.
- В период крестоносцев в дни этого месяца были уничтожены десятки прирейнских общин.

## События христианской истории
- 25 ияра — Вознесение Иисуса в 40-й день после его воскресения на Масличной горе, близ Вифании, согласно Евангелию от Луки 24:50—53 и Деяниям апостолов 1:9—12